# Jan Trnka (1898)
Jan Trnka (18. prosince 1898, Boříkovice (Boříkovický dvůr, Litovany) – 30. ledna 1972) byl český lékař-chirurg.

## Biografie
Jan Trnka se narodil v Boříkovicích nedaleko Litovan a Rouchovan, jeho otcem byl učitel gymnázia v Třebíči Jan Trnka a matkou byla Marie Trnková. Vystudoval gymnázium v Třebíči, kde v roce 1916 odmaturoval, následně pokračoval na Lékařskou fakultu v Praze a v Brně, kde pak v roce 1924 absolvoval a získal titul doktora medicíny. Následně pracoval jako lékař v nemocnici Milosrdných bratří v Brně a posléze na chirurgickém oddělení I. městské nemocnice v Brně, kde působil také jako primář a také jako krajský chirurg. Od roku 1959 do roku 1965 pak působil jako ředitel Městského ústavu národního zdraví v Brně. Byl pohřben na Ústředním hřbitově v Brně.
Působil v Moravské lékařské komoře v Brně.